# Hunza (gebied)

Vlag van Hunza

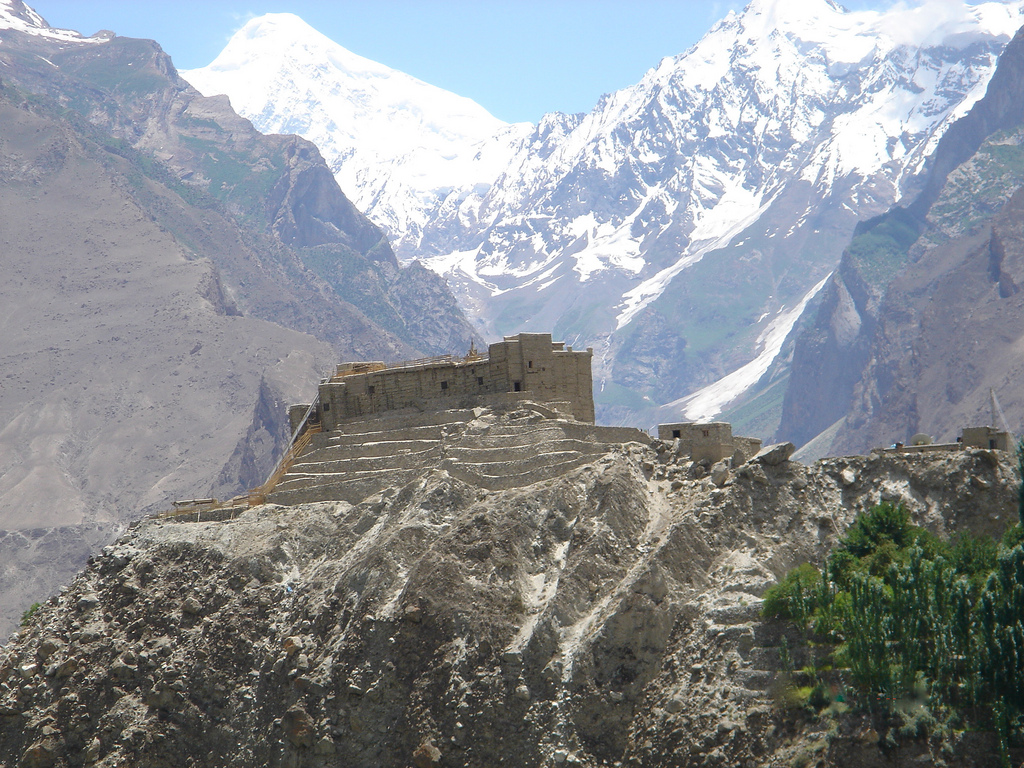
Bebouwing in Karimabad met de top Rakaposhi. Vanwege het ruige terrein liggen veel dorpen tegen steile hellingen aan.

Hunzavallei

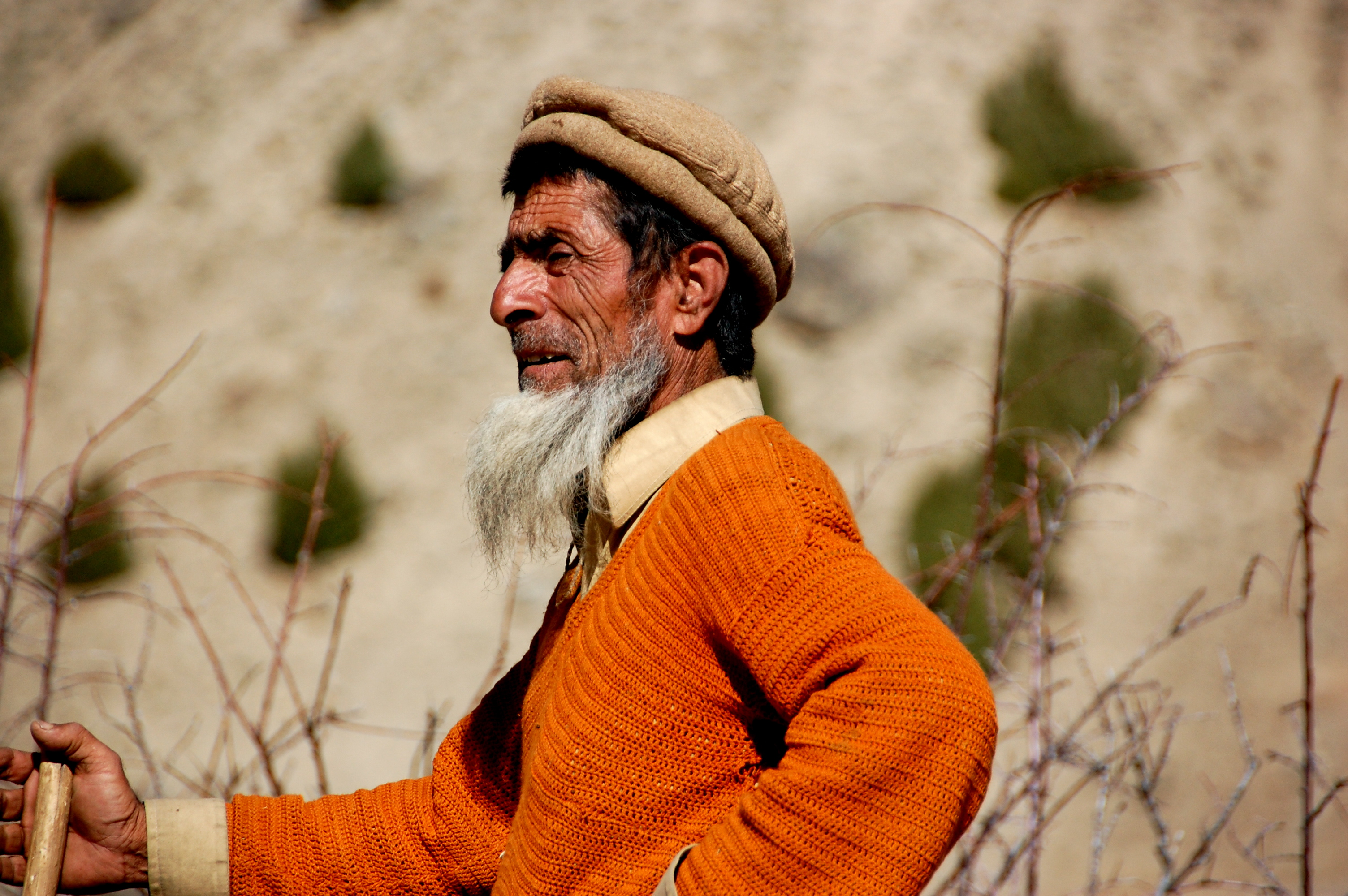
Oude man met typische Burusho wollen muts.

Hunza is een gebied in de Pakistaanse Karakoram, in de regio Gilgit-Baltistan. Het beslaat een oppervlakte van 10.101 km² en grenst aan China. Tot 1974 was Hunza een vorstenstaat, geregeerd door een prins die de titel mir droeg. Hunza ligt in en rondom het dal van de gelijknamige rivier de Hunza, die tot het stroomgebied van de Indus behoort. Vanwege het ontoegankelijke terrein was Hunza vroeger een zeer afgelegen gebied. Sinds de jaren 70 van de 20e eeuw wordt het dal van de Hunza echter ontsloten door de Karakoram Highway.

## Geografie
De Karakoram Highway loopt vrijwel overal evenwijdig aan de rivier de Hunza. De weg verbindt Pakistan met de Volksrepubliek China via de Khunjerabpas.
Het bovenste deel van het Hunzadal, dat Gojal wordt genoemd, hoort geheel bij Hunza. Verder stroomafwaarts, waar de rivier in westelijke richting stroomt, hoort stroomafwaarts gezien alleen de rechterkant van het dal bij Hunza. De linkerzijde hoort bij een andere voormalige vorstenstaat, Nagar. De twee staatjes hebben eeuwenlang naast elkaar bestaan. Verder stroomafwaarts, bij de plaats Chalt, behoren beide zijden van het dal bij Nagar. De Hunza stroomt van daar af naar het zuiden richting Gilgit.
Het grootste deel van de bevolking van Hunza woont in het lagere deel van de Hunzavallei, waar het dal breder is en op de rivierterrassen irrigatie mogelijk is. De belangrijkste plaatsen van Hunza liggen hier, waaronder de hoofdstad Karimabad-Baltit. Karimabad is het lagere deel van de stad, waar de meeste inwoners wonen; Baltit is het hogere deel met het fort waar vroeger de mirs van Hunza woonden.
Het lagere deel van Hunza kijkt naar het zuiden uit op de 7788 m hoge Rakaposhi. Het noorden van het dal ligt tegen de flanken van de Batura Muztagh, een bergketen met als hoogste punt de Batura Sar (7795 m). Stroomopwaarts vanaf de plaats Gulmit loopt het dal naar het noorden en vormt het de scheiding tussen de Batura Muztagh in het westen en de Hispar Muztagh in het oosten. Het is hier in feite een doorbraakdal, de enige plek waar de hoogste ketens van de Karakoram doorsneden worden. Als gevolg rijzen aan weerszijden van het dal steile bergwanden. Bij de plaats Passu liggen de gletsjers tot aan de dalbodem. De grootste daarvan is de 57 km lange Baturagletsjer, een van de langste gletsjers van de Karakoram.
In dit nauwere deel van het Hunzadal vond in 2010 nog een grote aardverschuiving plaats, waardoor het dal geblokkeerd werd en een groot natuurlijk stuwmeer ontstond. Als gevolg was een paar maanden lang geen verkeer mogelijk over de Karakoram Highway.
Ten noorden van Passu begint Gojal. Vanuit het oosten komen hier de Shimshalvallei en de Boibervallei uit op het Hunzadal. Nog verder naar het noorden en oosten begint het Khunjerab National Park en ligt de Khunjerabpas die naar Taxkorgan in Sinkiang voert.

## Bevolking en cultuur
De inwoners van Hunza worden Hunzakuts genoemd. Hunza bestaat etnisch uit drie delen. Gojal wordt bevolkt door Wakhi's, een Tadzjiekse etnische groep die ook in het aangrenzende Chinese gebied en de nabijgelegen Wachan-corridor in Afghanistan woont. Hun taal, het Wakhi, is een Tadzjieks dialect dat tot de Iraanse talen behoort.
De bevolking van het centrale gedeelte van de Hunzavallei, met de dichtst bevolkte delen van Hunza en Nagar, hoort overwegend tot de Burusho. Deze etnische groep spreekt Burushaski, een taal die geen duidelijke verwantschap heeft met andere bekende talen. De legenden van de Burusho zelf verhalen dat ze afstammelingen zijn van Griekse soldaten die zich in het kielzog van Alexander de Grote in het gebied vestigen. Het voor Centraal-Azië ongewoon grote aantal personen met blond haar en blauwe ogen lijkt de legende te ondersteunen, maar genetisch onderzoek heeft geen verwantschap met Europese volkeren aan kunnen tonen. Wel bleken de Burusho genetisch verwant met de Sinti (een zigeunervolk).
De Shinaki, die in Gilgit en andere gebieden verder naar het zuiden de meerderheid vormen, zijn in Hunza een minderheid. Hun taal is het Shina.
De meeste inwoners van Hunza spreken redelijk Burushaski (ook als het niet hun moedertaal is) en Urdu. De streek heeft qua alfabetisme een van de hoogste percentages van Pakistan. Pakistaans nationalisme is niet sterk ontwikkeld, omdat de Hunzakuts zich meer verbonden voelen met hun regionale identiteit. Bezoekers uit andere delen van Pakistan worden als vreemdelingen beschouwd.
Vrijwel alle bewoners zijn moslim. Een meerderheid daarvan is aanhanger van het nizari isma'ilisme. Dit is een vrijzinnige stroming, wat met name opvalt doordat de vrouwen een hoofddoek in vrolijke kleuren dragen, of soms zelfs helemaal geen hoofddoek. Ook zijn isma'ili's minder geneigd gezamenlijk te bidden, omdat het gebed als een persoonlijke aangelegenheid wordt beschouwd. Nizari isma'ili's geloven in het religieus gezag van een enkele imam, die de aga khan genoemd wordt. De huidige aga khan, Aga Khan IV, heeft veel geld gestoken in de landbouw en de lokale economie.
Gewone sjiieten en soennieten vormen een minderheid. Het voor-islamitische sjamanisme heeft zijn sporen achtergelaten in het volksgeloof van de streek. Zo hebben kinderen soms donkere make-up rond de ogen om berggeesten af te weren.

## Geschiedenis

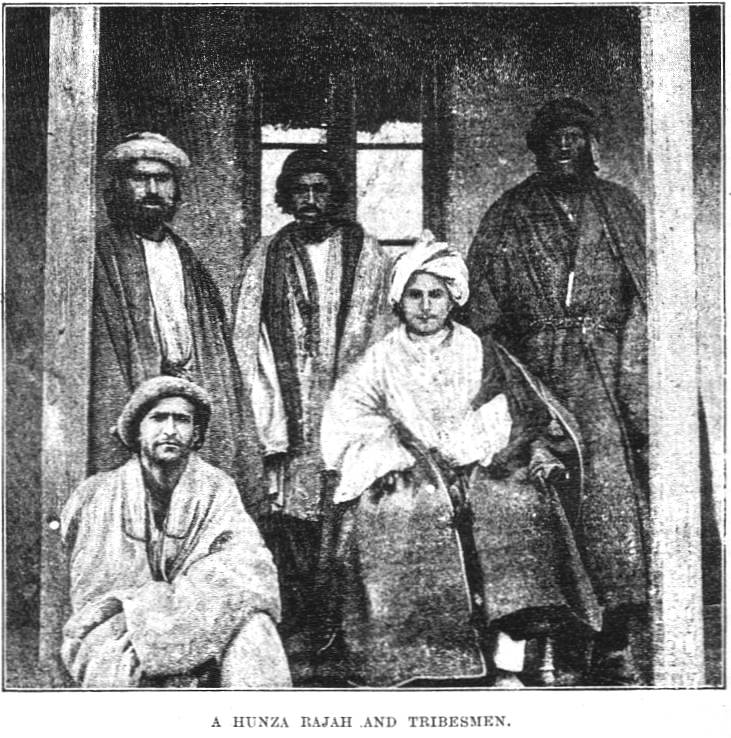
De mir van Hunza met enkele verwanten in 1891. Foto: E.F. Knight.

De dalen in de Karakoram werden eeuwenlang bestuurd door zelfstandige vorstenstaatjes. Deze betaalden gedurende sommige perioden schatting aan een van de grootmachten in de regio, maar dit belette ze niet een onafhankelijke politiek te voeren.
Het gebied was gemakkelijk verdedigbaar omdat de paden vaak minder dan een halve meter breed waren. De hoge bergpaden liepen vaak over boomstammen bevestigd aan hoge kliffen, vastgezet met stenen. Ze werden constant bedreigd door weerschade en vallende stenen. Dit waren de gevreesde "hanging passageways" die verschillende Chinese Boeddhistische monniken die het gebied bezochten schrik aanjoegen.
De staten Hunza en Nagar ontstonden in de 15e eeuw als afsplitsingen van Gilgit. De eerste mirs van Hunza en Nagar waren volgens de overlevering twee broers, wat ze niet weerhield oorlog met elkaar te voeren. De (sjiitische) islam arriveerde in de 16e eeuw dankzij missionarissen uit het naburige Baltistan. Het isma'ilisme raakte in de 19e eeuw verspreid en verdreef het reguliere sjiisme weer.
Halverwege de 19e eeuw raakten Hunza en Nagar schatplichtig aan de Dogra-maharaja van Jammu en Kasjmir, die op zijn beurt een vazal was van de Britten. In de praktijk bleven de staatjes echter onafhankelijk. Zowel de Britten als de Russen probeerden hun macht over het gebied uit te breiden, vooral vanwege het economisch belang van de wolhandel met Sinkiang. De Britten stichtten daarom de Gilgit Agency in Gilgit. In 1889 verjoeg mir Safdar Ali Khan op aandringen van Russische diplomaten een Kashmiri garnizoen uit Chalt. De Britse diplomaat Algernon Durand wist hem er echter van te overtuigen de Britten toegang tot Gojal te geven. Ondanks toezeggingen bleef de mir echter karavanen overvallen en in 1891 kwam het tot een gewapend conflict toen Durand met een Brits-Kashmiri legertje de Hunzavallei binnenviel. De Britten wisten de Hunzakuts en Nagari's te verslaan na een beleg van Nilt. De mir vluchtte daarop naar Sinkiang en de Britten stelden zijn halfbroer Nazim Khan aan als vazal.
Bij de deling van India in 1947 koos de mir van Hunza vrijwel onmiddellijk voor aansluiting bij Pakistan. De maharaja van Jammu en Kasjmir koos echter voor India, wat de Eerste Kasjmiroorlog tot gevolg had. Aan het einde van deze oorlog lag Hunza diep in Pakistaans gebied en dat zou ook tijdens latere oorlogen zo blijven.
Vele eeuwen was het de belangrijkste toegangsweg vanuit Swat en Gandhara een alleen voor voetgangers begaanbaar pad over Gilgit en Chilas. De route was niet begaanbaar voor lastdieren, alleen menselijke dragers konden erdoor, en dan nog alleen met toestemming van de lokale bevolking. Hieraan kwam in 1971 een einde, toen de Karakoram Highway tussen Gilgit en Karimabad gereed kwam. In 1980 werd ook het hoogste deel van de weg geopend, wat gemotoriseerd verkeer met China mogelijk maakte.
Na de eerste vrije verkiezingen in Pakistan (1970) werd de absolute monarchie in de vorstenstaten afgeschaft. Hunza bleef tot 25 september 1974 geregeerd worden door de afstammelingen van Nazim Khan. Hunza en Nagar gingen daarna samen een district uitmaken van de zogenaamde Northern Areas (noordelijke gebieden), die bestuurd werden vanuit Gilgit. De feitelijke macht bleef echter grotendeels in handen van de centrale regering in Islamabad. In 2009 kwam daaraan een einde, toen het parlement in Gilgit echte politieke macht kreeg. De naam van de provincie werd daarbij omgedoopt tot "Gilgit-Baltistan". De Gilgit-Baltistan United Movement vindt dit echter niet ver genoeg gaan en bepleit de onafhankelijkheid.